# Like I'm Gonna Lose You
"Like I'm Gonna Lose You" is een single van de Amerikaanse zangeres Meghan Trainor en de zanger John Legend voor Trainor's eerste studioalbum Title. Het is geschreven door Trainor, Justin Weaver en Caitlyn Smith en geproduceerd door Chris Gelbuda en Trainor.

## Achtergrond
De single piekte op de achtste plek in de Amerikaanse hitlijsten en werd daarmee Trainor's derde top tien hit.
De bijhorende videoclip verscheen op 9 juli 2015 op de Times Square.

## Hitnoteringen

### Nederlandse Top 40
| Hitnotering: 30-01-2016 t/m 05-03-2016 | Hitnotering: 30-01-2016 t/m 05-03-2016 | Hitnotering: 30-01-2016 t/m 05-03-2016 | Hitnotering: 30-01-2016 t/m 05-03-2016 | Hitnotering: 30-01-2016 t/m 05-03-2016 | Hitnotering: 30-01-2016 t/m 05-03-2016 | Hitnotering: 30-01-2016 t/m 05-03-2016 | Hitnotering: 30-01-2016 t/m 05-03-2016 |
| Week:                                  | 1                                      | 2                                      | 3                                      | 4                                      | 5                                      | 6                                      |                                        |
| -------------------------------------- | -------------------------------------- | -------------------------------------- | -------------------------------------- | -------------------------------------- | -------------------------------------- | -------------------------------------- | -------------------------------------- |
| Positie:                               | 37                                     | 35                                     | 34                                     | 38                                     | 39                                     | 40                                     | uit                                    |

### NederlandseSingle Top 100
| Hitnotering: 14-11-2015 t/m | Hitnotering: 14-11-2015 t/m | Hitnotering: 14-11-2015 t/m | Hitnotering: 14-11-2015 t/m | Hitnotering: 14-11-2015 t/m | Hitnotering: 14-11-2015 t/m | Hitnotering: 14-11-2015 t/m | Hitnotering: 14-11-2015 t/m | Hitnotering: 14-11-2015 t/m | Hitnotering: 14-11-2015 t/m | Hitnotering: 14-11-2015 t/m | Hitnotering: 14-11-2015 t/m | Hitnotering: 14-11-2015 t/m | Hitnotering: 14-11-2015 t/m | Hitnotering: 14-11-2015 t/m | Hitnotering: 14-11-2015 t/m | Hitnotering: 14-11-2015 t/m | Hitnotering: 14-11-2015 t/m | Hitnotering: 14-11-2015 t/m | Hitnotering: 14-11-2015 t/m | Hitnotering: 14-11-2015 t/m | Hitnotering: 14-11-2015 t/m | Hitnotering: 14-11-2015 t/m | Hitnotering: 14-11-2015 t/m | Hitnotering: 14-11-2015 t/m | Hitnotering: 14-11-2015 t/m | Hitnotering: 14-11-2015 t/m | Hitnotering: 14-11-2015 t/m |
| Week:                       | 1                           | 2                           | 3                           | 4                           | 5                           | 6                           | 7                           | 8                           | 9                           | 10                          | 11                          | 12                          | 13                          | 14                          | 15                          | 16                          | 17                          | 18                          | 19                          | 20                          | 21                          | 22                          | 23                          | 24                          | 25                          | 26                          | 27                          |
| --------------------------- | --------------------------- | --------------------------- | --------------------------- | --------------------------- | --------------------------- | --------------------------- | --------------------------- | --------------------------- | --------------------------- | --------------------------- | --------------------------- | --------------------------- | --------------------------- | --------------------------- | --------------------------- | --------------------------- | --------------------------- | --------------------------- | --------------------------- | --------------------------- | --------------------------- | --------------------------- | --------------------------- | --------------------------- | --------------------------- | --------------------------- | --------------------------- |
| Positie:                    | 86                          | 80                          | 82                          | 62                          | 57                          | 51                          | 56                          | 64                          | 50                          | 43                          | 40                          | 39                          | 38                          | 38                          | 56                          | 56                          | 66                          | 62                          | 60                          | 65                          | 52                          | 61                          | 65                          | 72                          | 84                          | 97                          | 95                          |

### 3FM Mega Top 50
| Hitnotering: 20-02-2016 | Hitnotering: 20-02-2016 | Hitnotering: 20-02-2016 |
| Week:                   | 1                       |                         |
| ----------------------- | ----------------------- | ----------------------- |
| Positie:                | 47                      | uit                     |

## Releasedata
| Land             | Releasedatum    | Formaat               | Label |
| ---------------- | --------------- | --------------------- | ----- |
| Verenigde Staten | 23 juni 2015    | Radio                 | Epic  |
| Verenigde Staten | 6 oktober 2015  | Rhythmic contemporary | Epic  |
| Italië           | 30 oktober 2015 | Radio                 | Epic  |